# Сумрак
Сумрак или сутон је време између зоре и изласка Сунца, те време између заласка Сунца и ноћи. У то време Сунчева светлост се распршује у горњим слојевима атмосфере, те при томе освјетљава ниже слојеве атмосфере, што доводи до тога да Земља није у потпуности осветљена Сунчевим светлом, нити је у потпуном мраку. У то време се Сунце не може видети, јер се налази испод хоризонта. Због необичног осветљења, и романтичног амбијента у ово време, сумрак је дуго времена популаран код фотографа и сликара који њега још називају и „плавим сатом” или „слатким светлом”, и то због израза у француском језику „l'heure bleue”. Сумрак је технички дефинисан као период пре изласка Сунца, те опет након заласка Сунца током којег постоји природно светло које пружају виши слојеви атмосфере, које они примају директно од сунчевог светла, па га делом рефлектују према Земљиној површини.
Постоје три врсте сумрака:
- грађански сумрак
- наутички сумрак
- астрономски сумрак